# Landbrugssamfund
Et landbrugssamfund eller jordbrugssamfund er et samfund, hvis økonomi primært er baseret på at producere, vedligeholde og sælge afgrøder og landbrugsjord. En anden måde at definere et landbrugssamfund er ved at se hvor stor en del af landets totalte produktion, der ligger inden for landbrugssektoren. I et landbrugssamfund er den primære kilde til rigdom dyrkning af jorden. Et sådant samfund kan godt rumme andre måder at leve og arbejde på, men den vigtigste del vil være landbrug. Landbrugssamfund har eksisteret i forskellige dele af verden fra omkring 10.000 år siden og frem til i dag. Det har været den mest almindelige form for socioøkonomiske organisation i menneskets historie.